# Кватер, Григорий Соломонович
Григорий Соломонович Кватер (25 октября 1905, Белосток — 1993) — советский физик, доктор физико-математических наук (1946), профессор (1946).

## Биография
Родился в Белостоке в семье металлурга Шолома (Соломона) Иосифовича Кватера (1871—?) и Груни Абрамовны Кватер (1881—?). Окончил физический факультет ЛГУ (1928) и аспирантуру Государственного оптического института по специальности физика (1934). Работал там же в лаборатории Д. С. Рождественского, вместе с которой в 1939 г. постановлением Совнаркома переведён в ЛГУ на кафедру оптики, стал зам. зав. лабораторией (до этого преподавал в университете по совместительству).
Исследуя аномальную дисперсию в парах таллия (1941), используя метод крюков, помимо определения вероятностей переходов для этого элемента смог впервые экспериментально подтвердить закон Больцмана (показал, что метод крюков Рождественского дает наиболее прямой и точный способ проверки этого основного закона статистической физики).
Во время войны — в Елабужском филиале Ленинградского университета. Награждён орденом «Знак Почёта» (1944); медалью «За доблестный труд» (1946).
В 1940-х годах показал, что формула Зеллмейера (Селлмейера) хорошо согласуется с измерениями показателя преломления паров натрия даже на расстоянии всего 0,1 А от центра линии поглощения.
13 июня 1946 г. защитил докторскую диссертацию на тему «Аномальная дисперсия в парах натрия и таллия». В том же году утверждён в учёном звании профессора.
В 1946—1947 гг. по совместительству зав. кафедрой экспериментальной физики ЛГПИ.
С 1948 по 1956 г. первый заведующий циклотронной лабораторией ЛГУ. В последующем — профессор кафедры общей физики.
Сочинения:
- Кватер Г. С. О правильности формулы Зеллмейера вблизи линии поглощения. ЖЭТФ, 1942, т.12, в.9, с.374-388.

С 1933 года занимался альпинизмом, один из организаторов студенческого ДСО «Буревестник» («Наука»).

## Семья
Брат — Иосиф Шоломович Кватер (1911—1990), инженер-металлург.